# Aura Light
Aura Light är en företagskoncern i belysningsbranschen som ägs av FSN Capital Partners. Koncernen utvecklar och tillhandahåller belysningslösningar med inriktning på lång livslängd och låg energiförbrukning. I utbudet ingår främst ljuskällor, armaturer och sensorer för automatisk ljusstyrning. Aura Light har sitt ursprung i det svenska företaget Luma, som bildades av KF, 1930.
Aura Light Holding AB, som har säte i Solna, är koncernens moderbolag. Dess dotterbolag Aura Light International AB har sitt säte i Karlskrona men huvudkontoret i Solna och utvecklar och tillverkar belysningsprodukter. Utöver detta finns även ett antal säljbolag runt om i världen.
Aura Light Aktiebolag är det svenska säljbolaget; det bildades 1999 och svarar för försäljningen på de svenska och danska marknaderna och fungerar som grossist mot privat och offentlig sektor i Sverige och Danmark. Dess huvudkontor står att finna i Solna. Utveckling, produktion och kundservice är förlagda till Karlskrona.
2015 förvärvades armaturtillverkaren Zobra AB i Vimmerby och Aura Light Luminaires AB bildades.
Dessutom har koncernen filialer i Danmark, Norge, Finland, Frankrike, Italien, Kina, USA, Spanien, Portugal, Storbritannien och Tyskland samt försäljare och återförsäljare i ännu fler länder.